# Карси (Єнджейовський повіт)
Карси (пол. Karsy) — село в Польщі, у гміні Собкув Єнджейовського повіту Свентокшиського воєводства.
Населення — 129 осіб (2011).
У 1975-1998 роках село належало до Келецького воєводства.

## Демографія
Демографічна структура на день 31 березня 2011 року:
|          | Загалом | Допрацездатний вік | Працездатний вік | Постпрацездатний вік |
| -------- | ------- | ------------------ | ---------------- | -------------------- |
| Чоловіки | 64      | 11                 | 42               | 11                   |
| Жінки    | 65      | 20                 | 33               | 12                   |
| Разом    | 129     | 31                 | 75               | 23                   |